# گشتاسپ
کَی‌گُشتاسْپ یا کَی‌ویشتاسْپ (به پارسی باستان: 𐎻𐏁𐎫𐎠𐎿𐎱 ت.ت. 'ویشتاسْپَ'؛ به اوستایی: 𐬬𐬌𐬱𐬙𐬁𐬯𐬞𐬀 ت.ت. 'ویشتاسْپَ') (به معنی دارندۀ اسب آماده) نام پادشاه ایران در زمان زرتشت است. زرتشت دین جدید را به گشتاسب عرضه کرد و گشتاسپ دین وی را پذیرفت و از وی پشتیبانی کرد. در گاهان (گات‌ها)، چهار بار از این فرمانروا یاد می‌شود که سه بار آن به صورت کی‌گشتاسب است. کی به معنی رئیس عشیره و فرمانروا بوده و عنوان فرمانروایان دودمان کیانیان است که گشتاسب نیز یکی از آنان بوده است. همچنین گفته‌اند که عنوان کی (کَوی) در ایران شرقی معنی شاه را داشته است.

## گشتاسپ بنابر روایات دینی

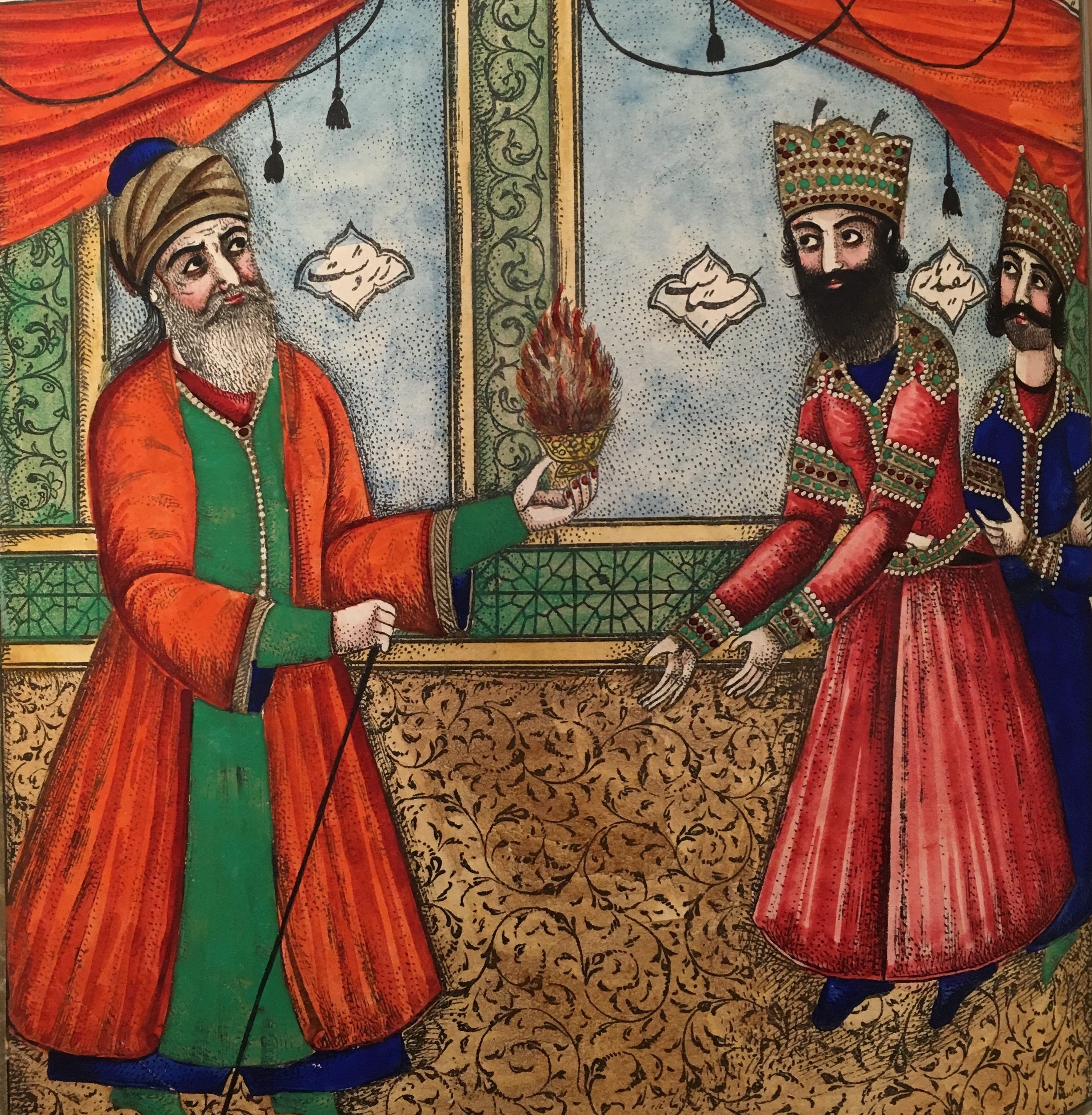
تصویری در شاهنامه از گشتاسب

از میان پادشاهان قدیم، گشتاسب کسی است که نام او بیشتر از همه در ادبیات پارسی میانه آمده است. وی پسر و جانشینِ لهراسپ بود. در دین‌کرد آمده است که ،زرتشت در سی سالگی نخستین الهام را از اهورامزدا دریافت. ده سال بعد، هفتمین وحی بر او نازل شد و گشتاسب در همین هنگام آیین مزدیسنا را پذیرفت.
بزرگ‌ترین جنگ‌های این پادشاه، جنگ‌هایی بود که با ارجاسپ پادشاهِ توران (خیونان) کرد. لشکر ارجاسپ از ترکان و چینی‌یان و دیگر اقوام خارجی ترکیب شده بود. جنگ‌های سخت با این پادشاه سرانجام با پیروزی گشتاسب و مزدیسنا پایان یافت. بنابر روایتِ بندهش، نبردِ قطعی میان ویشتاسب و ارجاسپ در کوه کومس واقع در مرز سمنان و گرگان رخ داد. پس از پیروزی، گشتاسب پادشاهان بزرگ بی‌دین را، به دین نو خواند و برای هریک نسخه‌ای از کتاب اوستا همراه با یک مغ فرستاد تا آنان را به مزدیسنا هدایت کنند.

## گشتاسب بنابر روایات ملی
دربارهٔ ویشتاسپ (بشتاسب، بشتاسف، گشتاسپ) طبری، مسعودی، دینوری، حمزه اصفهانی، ابوریحان بیرونی، مطهر بن طاهر مقدسی، ثعالبی، دقیقی، فردوسی و ابن بلخی روایاتی نقل کرده‌اند. چون سی سال از سلطنت گشتاسپ گذشت زرتشت به دربار او رفت و دین جدید را در آنجا اظهار کرد و کتاب موسوم به اوستا که با خط زرین بر روی دوازده هزار پوست گاو نر نوشته شده‌بود، بر پادشاه عرضه کرد.
گشتاسپ‌شاه دین زرتشت را پذیرفت و آتشکده‌ها بنا کرد. بعد واقعهٔ جنگ ارجاسپ پادشاه توران پیش‌آمد و ارجاسپ بر کشور گشتاسپ یورش آورد. گشتاسپ برای دفاع، مردانی چون جاماسپ (داماد زرتشت)، زریر برادر خویش و چند تن از پسرانش را شامل اسفندیار (سپندیاذ) داشت. تورانیان بر اثر پهلوانی‌های اسفندیار شکست خوردند؛ ولی گشتاسپ بر اثر افتخاراتی که نصیب فرزندش اسفندیار شده بود بر او رشک برد و او را به جنگ رستم گسیل کرد. در این جنگ اسفندیار به دست رستم کشته شد.

## درشاهنامه

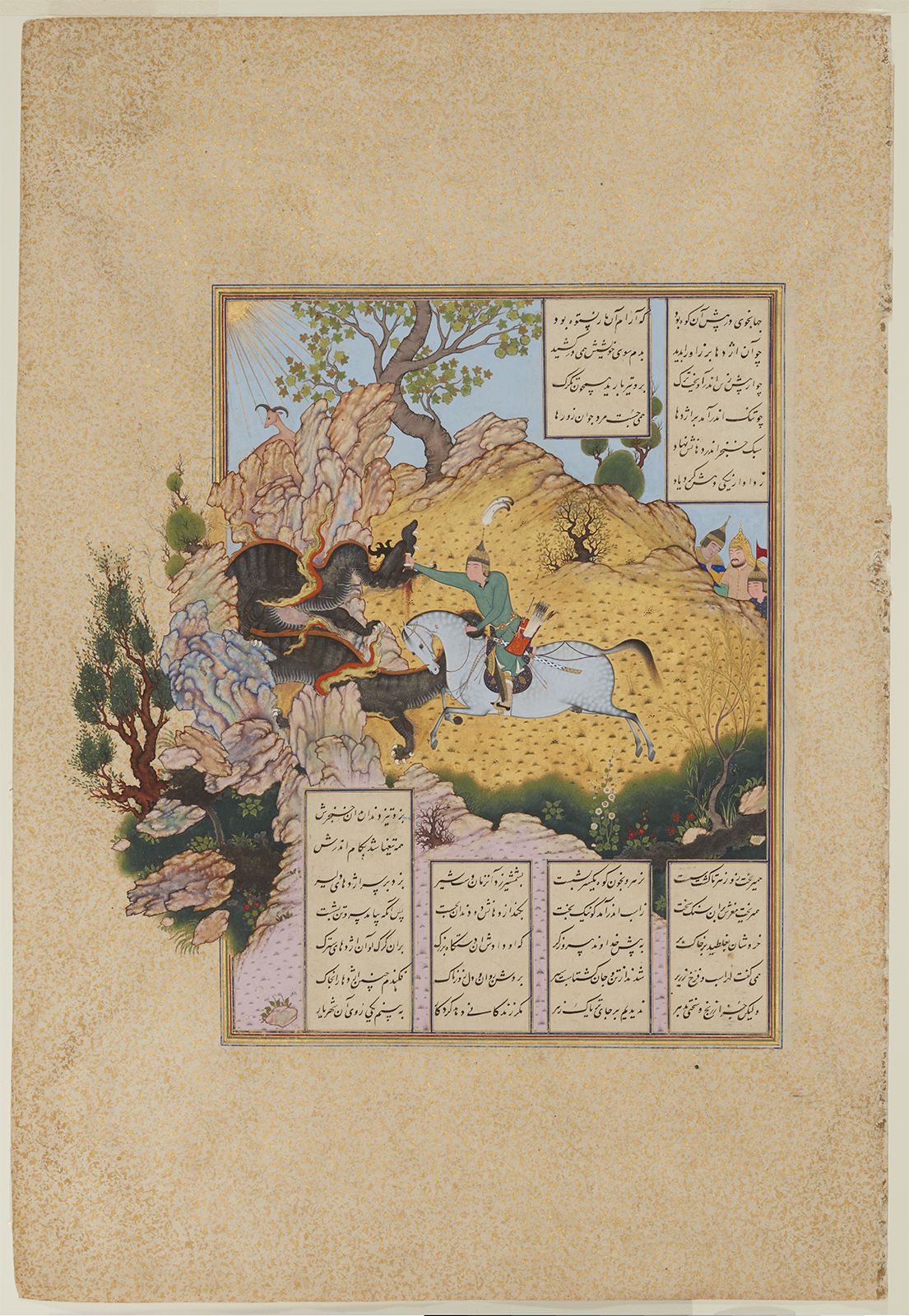
گشتاسپ اژدهای کوه ساقیلا را می‌کُشد نگاره‌ای از شاهنامهٔ تهماسبی متعلق به سدهٔ ۱۶ م. (دورهٔ صفوی) جای نگهداری: موزه آقاخان

در شاهنامۀ فردوسی چهرۀ گشتاسب به کلی با آنچه در اوستا می‌بینیم متفاوت است. در حماسۀ فردوسی گشتاسب شاهی خودخواه و لجوج است که نمی‌تواند از ایران در برابر تاخت و تاز تورانیان مراقبت کند. این‌گونه که پیداست دو روایت دربارهٔ گشتاسب‌شاه در دست بوده است. یکی روایت موبدان زرتشتی و دیگری روایتی از زندگی و کارکرد گشتاسب در میان مردم ایران. همین روایت دوم است که در شاهنامه بازتاب یافته است. در منابع قدیمی، آبادسازی منطقۀ تالش گشتاسبی را به گشتاسب‌شاه نسبت داده‌اند.
گشتاسپ در جوانی و زمانی‌که هنوز لهراسپ بر مسند قدرت تکیه زده بود بسیار روابط لجوجانه‌ای با پدر داشت و انتظارش این بود که پدر منصب شاهانه‌ای به وی اهدا نماید که در خور شأن او باشد. اما لهراسپ واهمه داشت و می‌گفت که نصایح کی‌خسرو اینست:
| به گشتاسپ گفت ای پسر گوش‌دار |  | که تندی نه خوب آید از شهریار |
| چو اندرز کیخسرو آرم به یاد  |  | تو بشنو، نگر سر نپیچی ز داد  |
| مرا گفت بیدادگر شهریار      |  | یکی خو بود پیش باغ بهار      |
| که چون آب یابد به نیرو شود  |  | همه باغ ازو پر ز آهو شود     |

زمانی‌که گشتاسپ با قهر از پایتخت با سیصد سوار خود شبانه و پنهانی خارج شد هنوز از مرز کشور خارج نشده بود که برادرش زریر او را برگرداند و منصب دلخواه او را از جانب پدر وعده داد امّا موقعی‌که بازگشت اوضاع را بر وفق مراد ندید و این بار تنها از ایران گریخت. بار نخست مقصد او سرزمین هندوان بود، ولی این‌بار راهی سرزمین روم شد. ناراحتی گشتاسپ از پدر به دلیل مخالفت او با بلندپروازی‌های گشتاسپ و ارادت فراوان شاه به کاووسیان (بستگان کی‌کاووس و کی‌خسرو) بود. گشتاسپ لباس رزم یا لباسی که مناسب سفر باشد پوشید و کلاه‌خودش را بر سر نهاد. حکیم توس یک ویژگی تاریخی دربارهٔ پوشش گشتاسپ بیان می‌فرماید که تا قرون اسلامی و بعد از آن رسم همه سرداران بود؛ او می‌گوید کلاه گشتاسپ مزیّن به پر هما بود:
| شب تیره شبدیز لهراسپی |  | بیاورد با زین گشتاسپی    |
| بپوشید زربفت رومی قبا |  | ز تاج اندر آویخت پرّ همای |

شاید این رسم ارزانیان بوده که گشتاسپ اصالت خویش را به آن قوم و تمدن ربط می‌داد. باری به هر جهت گشتاسپ به لب رود مرزی رسید که در آنجا با رودبانی به نام هیشوی آشنا شد که از وی نام و منظورش از گذر از مرز (برای جنگ یا اقامت) را پرسید. گشتاسپ سلام و درود فرستاد و گفت دبیر است و می‌خواهد با قایق به آن سوی رود برود و اگر مرزبان یاری نماید هدیه خواهد گرفت. پس از عبور از رود، آوارگی گشتاسپ شروع شد چون در کشور بیگانه او دیگر شاهزاده نبود بلکه به مسکینان شباهت داشت. آوارگی گشتاسپ در سرزمین روم از همین‌جا شروع شد. ظاهراً اگر اندوخته‌ای هم داشت هیشوی از او گرفت و باید کاری پیدا می‌کرد.
ابتدا نزد دبیران قیصر رفت و خواست کاری به وی بسپارند امّا از روی حسادت یکی از دبیران گفت ما خود نیز اینجا اضافه هستیم. وقتی از اشتغال دبیری در دربار روم ناامید برگشت تصمیم گرفت هرکاری که باشد انجام دهد؛ لذا سراغ چوپان قیصر رفت او هم جوابش نمود. آنگاه به ساربان شهر رو زد تا شتربانی کند ولی ساربان نیز نپذیرفت و به سراغ آهنگر سرشناسی به نام بوراب رفت. آهنگر قطعه سنگی داد تا سرخ نموده آهنش کند، گشتاسپ با مهارت سنگ را در کوره گذاشت سرخ شد روی سندان آورد چنان ضربه‌ای کوفت که سنگ متلاشی شد و آهنگر او را بدین زور و بازو مناسب کارش ندید و جوابش کرد.
گشتاسپ ناامید و گرسنه روانه روستایی شد که در نزدیکی شهر قرار داشت. گشتاسپ به سایه‌سار درخت تنومندی که در کنار رودی قرار گرفته پناه برده و غمگین و افسرده دربارهٔ آینده مبهم خویش به فکر فرومی‌رود. دهقانی هنگام گذر اشک‌های گشتاسپ را دیده نزد او آمد و وی را به خانه یا مزرعه‌اش دعوت کرد و بسیار از او پذیرایی نمود. هنگام معارفه یکدیگر دهقان خود را از اعقاب فریدون معرفی می‌کند. بدینگونه گشتاسپ مدتی نزد دهقان می‌آساید و کمک حال دهقان می‌شود ولی شکار را نیز فراموش نمی‌کند.

### فرخ‌زاد

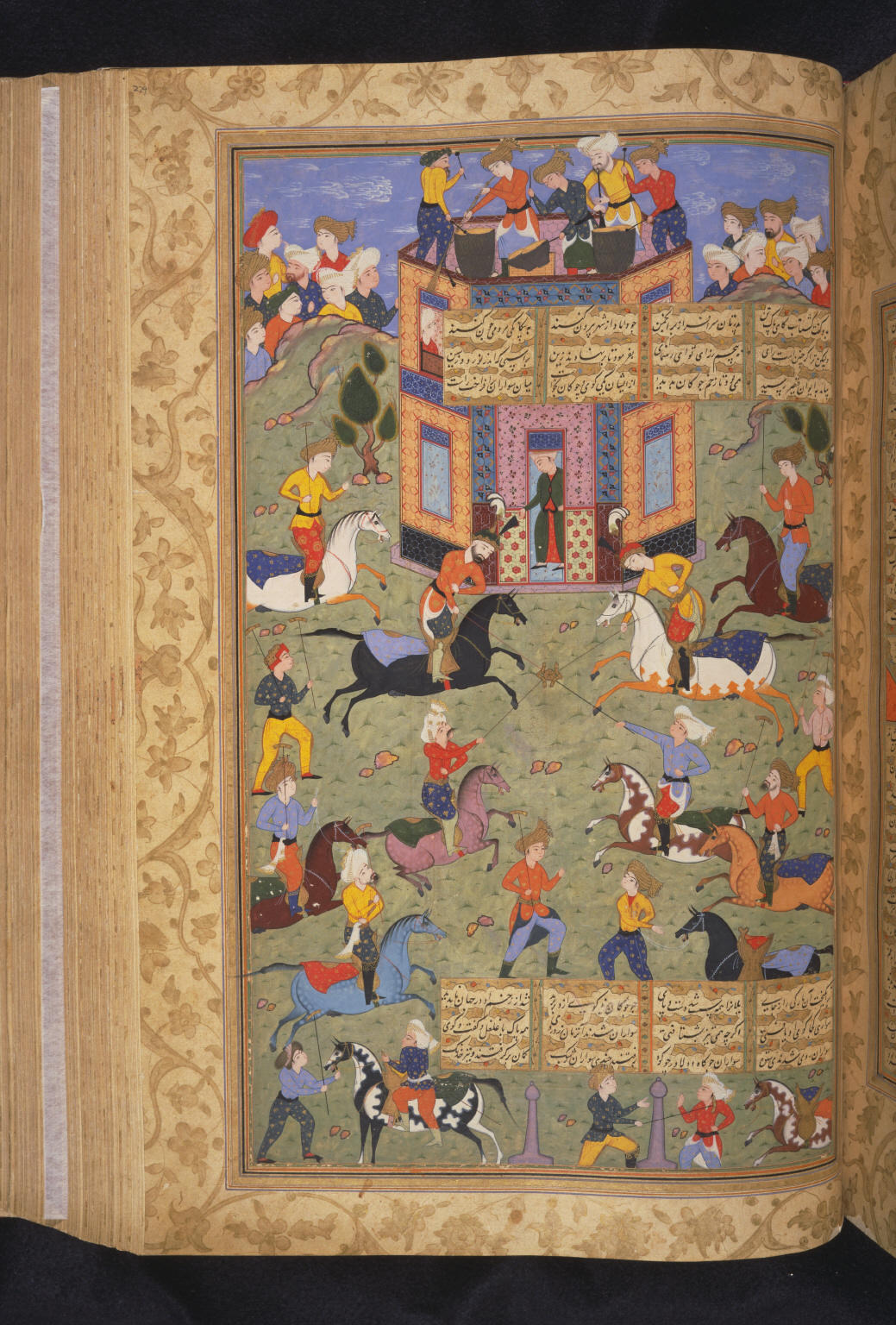
هنر نمودن گشتاسپ در روم و چوگان باختن او در برابر قیصر

همچنان که گشتاسپ نزد دهقان مشغول بود، قیصر روم برای دختر بزرگش، کتایون، به دنبال شوی مناسب می‌گشت. به همین جهت جویندگان وصلت با دختر قیصر در تالار قصر گرد آمده بودند تا کتایون از ایشان یکی را برگزیند. امّا او از میان جمع شوهری مناسب برای خود نیافت؛ لذا قیصر اعلان عمومی کرد تا هرکسی که می‌تواند در مجلس نامزدی حاضر شود. دهقان که در شهر بود چنین اعلامیه‌ای شنیده وقتی به مزرعه آمد به گشتاسپ گفت تو چرا در چنین مجلس حاضر نشوی؟ اینک حاضر شو با هم به میدان قصر برویم. گشتاسپ بی‌درنگ آماده شد و هنگام ورود مانند غریبه‌ها در گوشه‌ای لابه‌لای جماعت ناظر صحنه شد. کتایون از همه سان دید و داشت ناامید می‌شد که در گوشه‌ای گشتاسپ را دید که مانند بی‌کسان صحنه را تماشا می‌کرد. آنگاه کتایون او را طلبید و نامزد خویش نمود و نزد قیصر آورد. ولی قیصر به دلیل اینکه دخترش مردی بی‌نام و نشان را برگزیده هر دو را از قصر راند.
آنها نزد مرد دهقان به زندگی فقیرانهٔ خود ادامه دادند. قیصر علاوه بر کتایون دو دختر دیگر داشت و آن دو نیز مستعد شوی برای خویش بودند اما قیصر برای دختران شرط گذاشت تا هر بی‌نام و نشانی جرأت ازدواج با دخترانش ننماید. زمانی‌که میرین یکی از اشراف روم از دختر دوم، دل‌آرام، خواستگاری نمود شرط قیصر این شد که میرین گرگی تنومند را که در «بیشه فاسقون» یکه‌تازی می‌کند، نابود سازد. میرین اهل این حرف‌ها نبود ولی با بررسی طالع خویش درمی‌یابد مقدر است که روزی مرد بزرگی از ایران‌زمین به روم می‌آید و علاوه بر وصلت با دختر قیصر، روم را از دو بلای بزرگ رهایی می‌بخشد. میرین به فکر می‌افتد این فرد را پیدا کند و از او بخواهد به کشتن گرگ کمر ببندد به گونه‌ای که این کار به نام میرین پایان پذیرد. به این ترتیب میرین گشتاسپ را از طریق هیشوی پیدا می‌کند و شمشیر پرآوازهٔ سلم را برای این مأموریت به او می‌سپارد. گشتاسپ گرگ را به اسم میرین می‌کشد و میرین موفق می‌شود دل‌آرام دختر دوم قیصر را به عقد خویش درآورد.
فرد دیگری به نام اهرن دختر سوم قیصر را خواستگاری نمود، اما شرط شد اژدهایی را در «کوه سقیلا» بکشد. اهرن نیز دست به دامان گشتاسپ می‌شود تا اژدها را به جای تو بکشد و به این ترتیب در نهایت موفق می‌شود با دختر سوم قیصر وصلت کند. قیصر به مناسبت رهایی مردم روم از چنگال گرگ و اژدها جشنی ترتیب داد، تا از دو داماد خویش قدردانی کرده باشد. اما کتایون از گشتاسپ خواست تا در میدان چوگان حاضر شده و خودی نشان دهد. گشتاسپ در بازی چوگان فوق‌العاده مورد نظر قیصر قرار گرفت و قیصر خواست تا او را نزدش ببرند. رفتن همان و آشکار شدن بانی همه وقایع اخیر همان. قیصر چون این‌گونه دید، خواست تا از او بیشتر بداند و به همین خاطر نزد دخترش کتایون رفت. از او پرسید که شوهرش چگونه مردیست، از کجا آمده و نژادش به کیست. کتایون گفت پرسیده‌ام، هر بار جوابی دگرگونه داده؛ فقط خویش را فرخ‌زاد می‌نامد و بیش از این نمی‌گوید. از آن به بعد قیصر بر خود می‌بالید که چنین پهلوانی داماد اوست؛ بنابراین جسور شد و از کشورهای همسایه باج و خراج خواست. نخست، کشور خزر که الیاس حاکم آنجا بود فرمان را دریافت کرد. الیاس چون سابقه باج‌دهی به روم را در تاریخ کشورش ندیده بود جواب قاطعی به سفیر قیصر داد و گفت چندان به فرخ‌زاد دل نبندد که در جنگ هلاک خواهد شد. قیصر پاسخ الیاس را به گشتاسپ (فرخ‌زاد) گوشزد کرد و گشتاسپ چنین گفت که دو داماد کوچکتر، میرین و اهرن، را از مرز خزر بازخوان چون امید به همراهی ایشان ندارم. آنگاه اعلان جنگ به الیاس نما. توصیه گشتاسپ انجام پذیرفت. متعاقب آن جنگی بین الیاس و فرخ‌زاد درگرفت. هنگام نبرد الیاس خواست تا فرخ‌زاد را با وعده به سوی خود کشاند و به خیانت به قیصر وادارد، امّا موفق نشد و الیاس به دست فرخ‌زاد هلاک و خاک خزر ضمیمه روم گشت.
آوازۀ فرخ‌زاد، پهلوان رومی، از مرزهای روم و خزر فراتر رفت و به لهراسپ در ایران نیز رسید. پیکی از سوی قیصر برای درخواست باج از ایران به دربار لهراسپ آمد و موضوع در جلسه‌ای متشکل از بزرگان مطرح شد و قالوس سفیر روم چندی بماند تا جواب گیرد. لهراسپ زریر را فرا خواند و از جسارت تازه رومیان گفت و آشکار شد پهلوانی به نام فرخ‌زاد در دربار روم ظاهر گشته که خزر را نیز به تازگی برای قیصر فتح نموده است. فردای آن شب لهراسپ قالوس رومی را نزد خویش فرا خواند و از او خواست تا راست بگوید؛ قضیه باج خواهی رومیان که سابقه نداشت، سببش چیست؟ قالوس گفت پادشاه ایران آگاه باشد! قیصر مردی را یافته که تمام جنگجویان زمین را هنگام نبرد به سخره می‌گیرد و هماوردی در جهان ندارد. آنگاه لهراسپ گفت این مرد که می‌گویی یه چه کسی شبیه است؟ و قالوس گفت فقط زریر است که بسیار شبیه فرخ‌زاد است. لهراسپ دانست آن پهلوان حتماً پسرش گشتاسپ است. مکتوبی به قابوس داد تا نزد قیصر برد و گفت که باج ایران متعاقباً ارسال خواهد شد.

## اعلان پرداخت باج روم

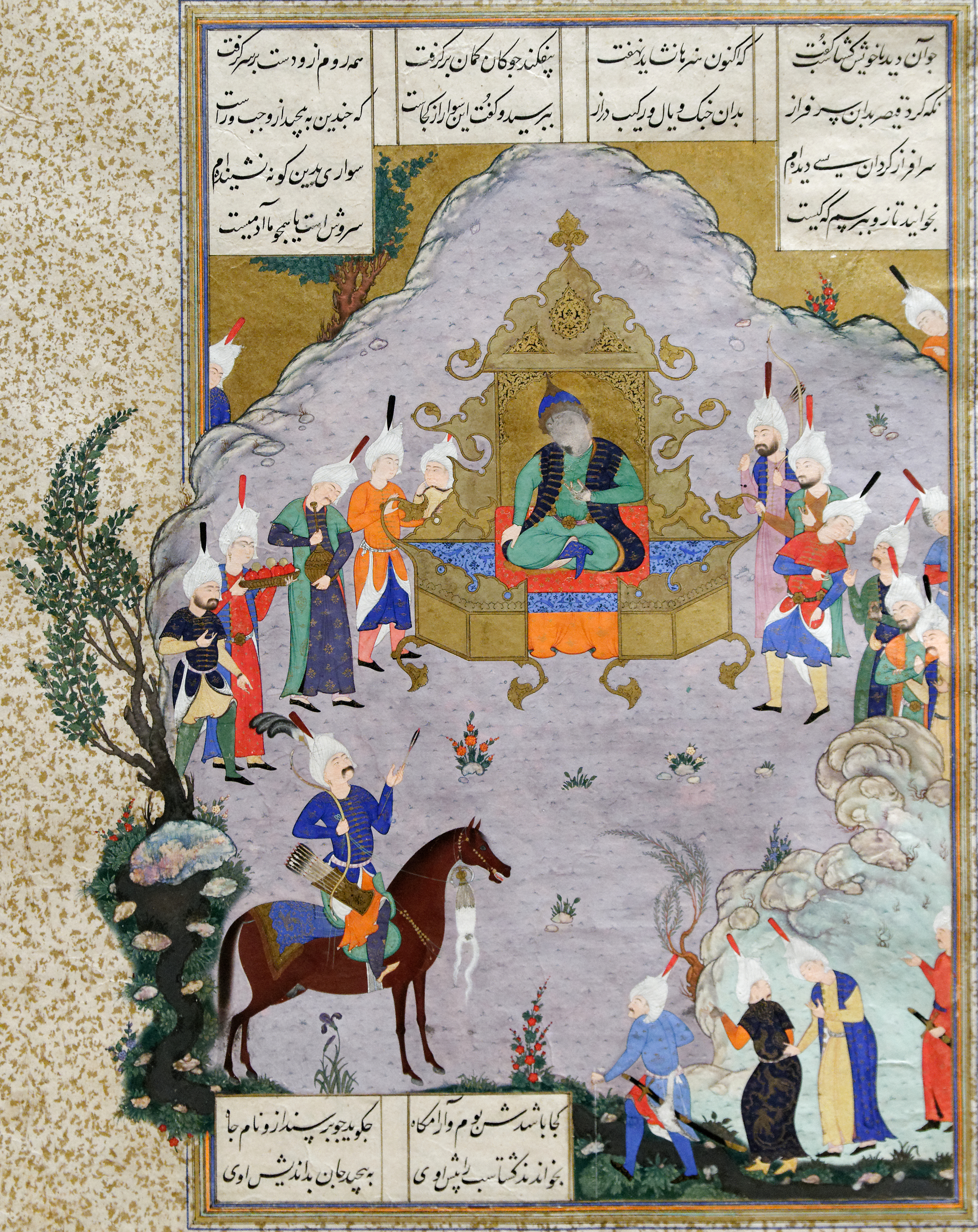
گشتاسب‌شاه تیر و کمانش را در مقابل قیصر می‌آزماید.

لهراسپ تا پاسی از شب به فکر فرورفت و زریر را پیش خواند و گفت: «به گمانم او کسی جز برادرت نیست. باید شتاب کنی که درنگ، تباهی در پی خواهد داشت.» نکتهٔ تاریخی در این بخش یادکرد از شهر حلب است که ظاهراً نقطهٔ مرزی ایران و روم است و سپاه ایران به توصیهٔ لهراسپ باید در آنجا توقف می‌کرد و اردو می‌زد. ایرانیان به سپهسالاری زریر به همراه تاج و تخت و کفش زرّین در مجموع ردای پادشاهی به حلب راهی شدند. در این لشکرکشی افرادی از خاندان کیکاووس و گودرز، زریر را همراهی می‌کنند. وقتی سپاه ایران به حلب رسید، درفش همایون افراشته شد. زریر با پنج تن دیگر به درگاه قیصر آمدند. در کاخ، قیصر و قالوس و گشتاسپ نشسته بودند که سالار بار ورود ایرانیان را اعلام نمود. وقتی زریر و همراهان وارد شدند از قیصر پوزش خواستند، با همهٔ رومیان حاضر چاق سلامتی کرده امّا هیچ به گشتاسپ روی خوش نشان ندادند. قیصر از این بابت سؤال نمود و زریر در پاسخ گفت: «گشتاسپ وقتی از بندگی سیر گشت، گریخته، به روم پناه آورد». گشتاسپ هیچ نگفت و ساکت فقط نظاره می‌کرد. هنگامی که قیصر این‌گونه یافت تأمل کرد و دانست که هرچه در باب فرخ‌زاد شنیده درست بوده است.
پیغام لهراسپ تقدیم شد ولی حقایقی پشت این روابط پنهان است و آن جنگ و تهدید است امّا درست آشکار نیست تهدید از جانب لهراسپ علیه قیصر است یا فرخ‌زاد علیه ایران:
| چنین داد پاسخ که من جنگ را |  | بیازم همی هر سوی چنگ را   |
| تو اکنون فرستاده‌ای بازگرد  |  | بسازیم ناچار جای نبرد     |
| ز قیصر چو بشنید فرّخ زریر   |  | غمی شد ز پاسخ، فرماند دیر |

فردای آن روز قیصر به فرخ‌زاد گفت که چرا پاسخی نمی‌دهد و فرخ‌زاد گفت من پیش از این نزد شاه ایران بودم همه ایرانیان از رزم و هنرهای من آگه‌اند. بهتر است من به اردوگاه ایرانیان روم، گره این کار به دست من است. سوار بر بادپایی روانه شد تا چاره‌ای برای پیشگیری از جنگ آتی بیابد. وقتی سپاه ایران و بزرگان گشتاسپ را دیدند او را شناختند، نمازش برده، همه مطیع فرمان او شدند. زریر از پدر پیر که تنها کارش عبادت است گفت و پیام لهراسپ را داد و گفت لهراسپ تاج و تخت ایران را به ما سپرد تا تقدیم تو گردد. وقتی گشتاسپ تاج و تخت کیانی را دید شاد گشت تاج بر سر نهاده بر تخت نشست و همه سپاه در صف ایستاده طوق طاعتش را به گردن آویختند. بدین منوال جنگ احتمالی ایران و روم با تفویض پادشاهی به گشتاسپ ختم به خیر شد.
چون قیصر از ماجرا آگاه شد، نزد ایرانیان آمد و فرخ‌زاد را در آغوش گرفت و از کارهای گذشته پوزش خواست. گشتاسپ آنگاه به قیصر گفت کتایون را نزد وی فرستد تا او همراه لشکر به ایران روانه گردد. قیصر با هدایای فراوان کتایون را آورد و خود نیز تا چند فرسخ شاه جدید ایران را بدرقه نمود. امّا گشتاسپ که نمی‌خواست پدر زنش متحمل رنج سفر گردد او را بازگرداند و ایرانیان به راه طولانی ادامه دادند. گشتاسپ وقتی به ایران رسید لهراسپ به استقبال او آمد، هر دو از یکدیگر پوزش خواستند و سپس لهراسپ رو به فرزندش گفت همهٔ وقایع که بر سرت رانده شد رای خدا بوده، از من مرنج. گشتاسپ نیز جز بقای عمر و سایهٔ پدر آرزو نکرد. زندگی پرماجرای گشتاسپ از بدو تولد تا هنگام جلوس بر تخت ایران این‌گونه به سر آمد.

## نظریۀ همسانی گشتاسپ کیانی با گشتاسپ هخامنشی
یکسان بودنِ نام ویشتاسپ یا گشتاسپ، پادشاهِ پشتیبان زرتشت که وجود تاریخی او به وسیلهٔ گاهان تأیید می‌شود و ویشتاسپ، پدر داریوش بزرگ، باعث شده برخی از دانشمندان آن دو را یکی بپندارند. این مطلب را هرتل و سپس هرتسفلد در کتاب تاریخ باستان‌شناختی ایران مطرح کرده است. آرتور کریستن‌سن این نظریه را رد کرده است.

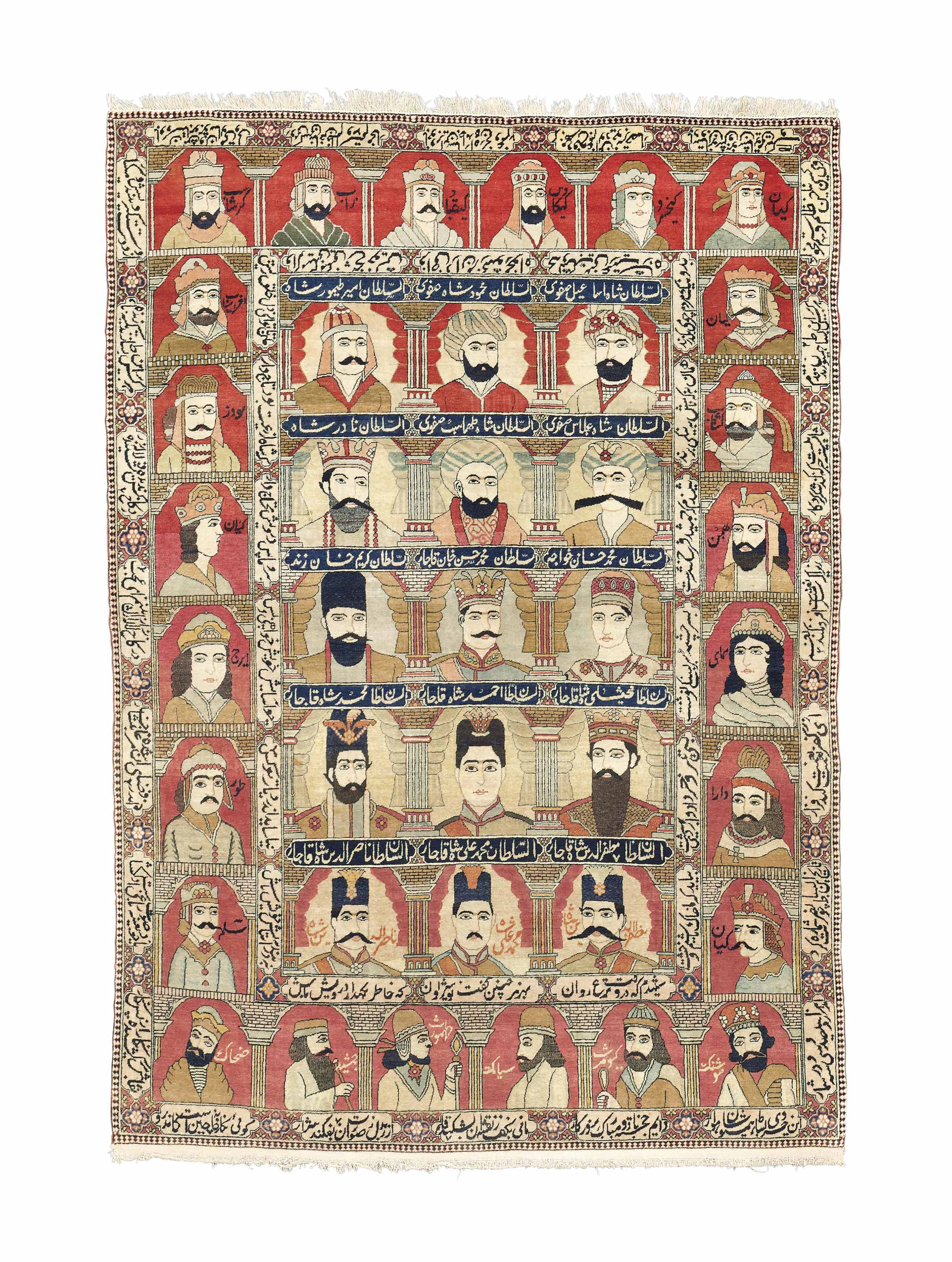
یک فرش کهن کاشانی از دورهٔ قاجاری که دور تا دور آن نقش پادشاهان اسطوره‌ای ایران قرار گرفته‌اند. در میانهٔ آن، نگارهٔ چند تن از شاهان ایران نوین جا داده شده است.